# Hillingdon metróállomás
A Hillingdon a londoni metró egyik állomása a 6-os zónában, a Metropolitan line és a Piccadilly line érinti.

## Története
Az állomást 1923. december 10-én a District line és a Metropolitan line részeként nyitották meg. A District line-t 1933. október 23-án felváltotta a Piccadilly line. Az A40-es autóút építése miatt az állomást 1992-ben áthelyezték, új helyén december 6-án adták át a forgalomnak.

## Forgalom
| Járat | Útvonal | Gyakoriság       |
| ----- | --- | ---------------- |
|       | Aldgate – Liverpool Street – Moorgate – Barbican – Farringdon – King’s Cross St. Pancras – Euston Square – Great Portland Street – Baker Street – Finchley Road – Wembley Park – Preston Road – Northwick Park – Harrow-on-the-Hill – West Harrow – Rayners Lane – Eastcote – Ruislip Manor – Ruislip – Ickenham – Hillingdon – Uxbridge | 7-9 percenként   |
|       | Cockfosters – Oakwood – Southgate – Arnos Grove – Bounds Green – Wood Green – Turnpike Lane – Manor House – Finsbury Park – Arsenal – Holloway Road – Caledonian Road – King’s Cross St. Pancras – Russell Square – Holborn – Covent Garden – Leicester Square – Piccadilly Circus – Green Park – Hyde Park Corner – Knightsbridge – South Kensington – Gloucester Road – Earl’s Court – Barons Court – Hammersmith – Turnham Green – Acton Town – Ealing Common – North Ealing – Park Royal – Alperton – Sudbury Town – Sudbury Hill – South Harrow – Rayners Lane – Eastcote – Ruislip Manor – Ruislip – Ickenham – Hillingdon – Uxbridge | 10-20 percenként |

## Átszállási kapcsolatok
| Állomás    | Átszállási kapcsolatok    |
| ---------- | ------------------------- |
| Hillingdon | Helyi buszok (Hillingdon) |

## Fordítás
- Ez a szócikk részben vagy egészben  a   Hillingdon tube station című angol Wikipédia-szócikk fordításán alapul.  Az eredeti cikk szerkesztőit annak laptörténete sorolja fel. Ez a jelzés csupán a megfogalmazás eredetét és a szerzői jogokat jelzi, nem szolgál a cikkben szereplő információk forrásmegjelöléseként.